# Капелюшний Леонід Володимирович
Леоні́́д Володи́мирович Капелю́шний — український редактор, сценарист. Лауреат премії Спілки журналістів СРСР (1985).

## З життєпису
Народився 5 листопада 1942 р. в с. Павлогірківка Кіровоградської обл. Закінчив філологічний факультет Київського державного університету ім. Т. Г. Шевченка (1969). Працював в органах преси (зокрема газетах «Известия», Москва), на Одеській кіностудії. Автор сценаріїв документальних фільмів. Член Національних Спілок журналістів і кінематографістів України.